# Les Aventures de Jean-Foutre La Bite

Les Aventures de Jean-Foutre La Bite constitue un des fragments conservés d'une œuvre plus vaste commencée en 1923 mais par la suite avortée en 1927, qui devait être le « grand roman » de Louis Aragon : La Défense de l'Infini. Mais Aragon a détruit la majeure partie du manuscrit en 1927, et l'a par la suite longtemps renié (il est vrai que cela n'aurait guère été digne du personnage public qu'il était devenu entre-temps, en tant que membre éminent du comité central du Parti communiste français). Ce qui en reste n'a été publié qu'en 1986, par Édouard Ruiz, à titre posthume, dans un ensemble de fragments comprenant un autre récit érotique, publié clandestinement et anonymement en 1928, et que son auteur désavoua également : Le Con d'Irène.
Les personnages principaux, des sexes géants déambulant dans le métro parisien, font écho au poème quasi contemporain de La Grande Gaîté : « Question bordel, je préfère le métro / C'est plus propre et plus chaud ». Le texte est inspiré par  Les Onze Mille Verges (1907) de Guillaume Apollinaire.
Très cru, il témoigne d'une veine humoristique et érotique débridée, propre à l'Aragon des premières années du surréalisme.

## Édition
- La Défense de l'infini (fragments) suivi de Les Aventures de Jean-Foutre La Bite, présentation et notes d'Édouard Ruiz, Gallimard, 1986 ; édition renouvelée et augmentée par Lionel Follet, Gallimard, 2002  (ISBN 2-07-076674-8)